# Halichoeres salmofasciatus
Halichoeres salmofasciatus Allen & Robertson, 2002 è un pesce di mare appartenente alla famiglia Labridae

## Distribuzione e habitat
È una specie demersale endemica dell'Isola del Cocco, in Costa Rica, dove ne sono stati trovati solo 23 esemplari nel 1997, ma potrebbe essere stato segnalato anche nei pressi dell'Isola Malpelo. Nuota fino a 35 m di profondità in zone con fondali sabbiosi, spesso ricche di Corallinales. Il suo areale si sovrappone quindi con altre due specie del genere Halichoeres: Halichoeres malpelo e Halichoeres melanotis.

## Descrizione
Presenta un corpo allungato, leggermente compresso sui lati; la lunghezza massima registrata è di 6,3 cm. La pinna caudale ha il margine arrotondato.
Gli esemplari giovanili sono bianchi sul ventre, mentre il dorso è coperto da due fasce rosa salmone o rossastre, da cui deriva salmofasciatus. Negli adulti, la colorazione è prevalentemente marrone, anche se il ventre si mantiene sempre bianco grigiastro. Gli occhi sono rossi e dietro di essi possono essere presenti aree che tendono al giallo.

## Alimentazione
Si nutre di piccoli invertebrati marini come molluschi, vermi e crostacei.

## Conservazione
Questa specie viene classificata come "vulnerabile" (VU) dalla lista rossa IUCN perché vive in acque poco profonde che risentono molto del fenomeno El Niño, che porta acque calde e povere di nutrienti. Il suo areale è però completamente all'interno di un'area marina protetta.